# ميليس اندرسون
ميليس اندرسون (بالإنجليزية: Myles Anderson)‏ (9 يناير 1990 بوستمنستر في المملكة المتحدة - ) هو لاعب كرة قدم بريطاني في مركز الدفاع. لعب مع بلاكبيرن روفرز وكييفو فيرونا ونادي أبردين ونادي برو باتاريا ونادي مونزا وL'Aquila 1927 ‏ ونادي ليتون أورينت ونادي ألدرشوت تاون ونادي إكزتر سيتي وSS Racing Club Roma ‏.

## وصلات خارجية
- ميليس اندرسون على موقع قاعدة بيانات كرة القدم.إي يو (الإنجليزية)
- ميليس اندرسون على موقع Soccerway.com (الإنجليزية)
- ميليس اندرسون على موقع AS.com (الإسبانية)